# Uma Carta para Papai Noel
Uma Carta para Papai Noel é um filme de aventura infantil brasileiro de 2023, dirigido por Gustavo Spolidoro e roteirizado por Gibran Dipp. O enredo acompanha o Papai Noel (José Rubens Chachá) em uma viagem pelo Brasil após receber uma carta de um menino (Caetano Rostro Gomes) de uma casa de acolhimento, perguntando como é a vida do Papai Noel quando ele não está entregando presentes.

## Enredo
Jonas, um menino de 8 anos órfão, mora em uma casa de acolhimento no sul do Brasil junto com seus amigos. Eles não recebem presentes de Natal há anos, levando Jonas a escrever uma carta para o Papai Noel, expressando sua preocupação com o sumiço dele. Ao ler a carta cheia de perguntas pessoais, Noel se emociona e decide investigar o mistério com a ajuda de Tata, sua divertida assistente, e Maria Noel, a inventora de todos os aparelhos mágicos e tecnológicos para a aventura. Para não chamar atenção, Noel se disfarça como Leon, o Conserta-Tudo, e vai para Vila Alegre.
Enquanto explora a casa de acolhimento, Leon, ou melhor, Noel, chama a atenção de Léia, a administradora do local. Lá, ele desenvolve uma forte amizade com Jonas, as crianças Beca, Cabeleira, Alana e Pri, e também com a cadelinha Amiga. A jornada é cheia de surpresas, levando todos a redescobrir o verdadeiro significado do Natal e a valorizar a importância da amizade.

## Elenco e personagens
- José Rubens Chachá como Papai Noel
- Caetano Rostro Gomes como Jonas
- Totia Meirelles como Maria Noel
- Polly Marinho como Tata
- Elisa Volpatto como Léia
- Lívia Borges Meinhardt como Beca
- Theo Goulart como Cabeleira
- Mariana Lopes como Alana
- Cecília Guedes como Pri
- Adriano Basegio como Sr. Peabody

## Produção

### Desenvolvimento e filmagens
A Okna Produções, com 17 anos de atuação até 2023, está por trás da produção. O roteiro foi desenvolvido pelo diretor, Gustavo Spolidoro,  em colaboração com Gibran Dipp. O filme é voltado para toda a família e combina aventura e fantasia com elementos da nossa realidade brasileira, incluindo a visita do Papai Noel ao Brasil. O diretor destaca que os efeitos especiais são marcantes, desde simples detalhes até cenas de viagem interplanetária.  O filme foi financiado com recursos da Ancine e do Fundo Setorial do Audiovisual.
As filmagens ocorreram em estúdio e em locações como Porto Alegre, Viamão e Santa Tereza, no Rio Grande do Sul. O clima descontraído durante as gravações contribuiu para o sucesso do projeto, segundo o diretor Spolidoro. O elenco infantil tem Caetano Rostro Gomes como protagonista, com preparação de Adriano Basegio. Outros jovens talentos incluem Mariana Lopes, Lívia Borges Meinhardt, Cecilia Guedes e Theo Goulart Up. O elenco adulto conta com José Rubens Chachá, Totia Meirelles, Polly Marinho e Elisa Volpatto.
A equipe artística inclui Bruno Polidoro na direção de fotografia, Tiago Retamal na direção de arte e Pablo Riera na montagem. A produção é de Aletéia Selonk, com produção executiva de Graziella Ferst, Marlise Aúde e Gina O'Donnell. A trilha sonora original é uma composição de Arthur de Farias e Fernanda Takai, especialmente para o filme, que também interpretará uma das músicas. "Uma Carta Para Papai Noel" inclui ainda uma versão nova de "Sobre o Tempo" do Pato Fu, banda da qual Fernanda é integrante, parte do projeto infantil Música de Brinquedo.

## Lançamento
O filme foi lançado diretamente nos cinemas em 14 de dezembro de 2023, mês em que se celebra o Natal, pela Pandora Filmes.

## Recepção

### Bilheteria
De acordo com dados da Ancine, em seus 20 dias de exibição nos cinemas, o filme foi assistido por 5.519 pessoas, gerando uma receita de R$ 90.386,26.

### Resposta da crítica
O filme foi recebido com avaliações mistas por parte da crítica especializada. Janda Montenegro, escrevendo para o website CinePOP, atribuiu ao filme 3,5 de 5 estrelas () e escreveu que, apesar de ser um filme voltado para o público infantil, o foco na qualidade técnica é evidente. Os efeitos especiais e visuais construíram um ambiente de sonho impressionante, totalmente envolvente para o público, destacando o alto padrão das produções brasileiras. Com a liderança da Okna Produções, os efeitos criam a moradia do Papai Noel que lembra uma mistura da A Fantástica Fábrica de Chocolate com o cenário do Xou da Xuxa, incluindo uma cena pós-crédito bem divertida.
Lucas Riquad, para o Estação Nerd, escreveu que o filme "vai divertir crianças de até, aproximadamente, 6 anos de idade, podendo também despertar no público menos exigente e despreocupado com clichês e problemas de narrativa, uma emoção típica de se sentir em produções voltadas para a época mais bonita do ano". Ele cita ainda que o filme desperdiça o talento de um elenco infantil competente e dedicado, além de subutilizar grandes nomes da TV e do cinema brasileiro. A presença de José Rubens Chachá, Totia Meirelles, Elisa Volpatto e Polly Marinho é muitas vezes limitada a personagens estereotipados e por vezes irritantes, que tentam ser elevados pelo talento dos atores. Concluiu dizendo que isso é agravado pelo comportamento infantilizado de alguns personagens e pelos figurinos e maquiagens com cores vibrantes e acabamentos questionáveis.
Carlos Redel, do GZH, escreveu: "O longa-metragem, entretanto, também encontra alguns problemas. O principal deles é na parte do roteiro, que não desenvolve bem os arcos dramáticos. Os impasses aparecem e são rapidamente resolvidos, desde o vazio de Noel, passando por uma desavença com Jonas, até a morte de um personagem importante para a trama. A produção não consegue criar uma conexão para que o público consiga embarcar nestes momentos. A história do principal vilão da trama também acaba não tendo uma conclusão satisfatória ou uma justificativa".